# KFNB IX
| KFNB Serie IX | KFNB Serie IX | KFNB Serie IX | KFNB Serie IX           | KFNB Serie IX                        |
| Übersicht     | Übersicht     | Übersicht     | Übersicht               | Übersicht                            |
| ------------- | ------------- | ------------- | ----------------------- | ------------------------------------ |
| Nummer        | Bauart        | Baujahr       | kkStB-Reihe             | Anmerkungen (← Herkunft)             |
| 901           | A1 n2t        | 1880          | kkStB 3.002             | Bauart Elbel, ← Kremsierer Eisenbahn |
| 902           | B n2t         | 1880          | kkStB 85.10             | ← Kremsierer Eisenbahn               |
| 903           | B n2t         | 1881          | –                       | ← Kremsierer Eisenbahn               |
| 904–906       | C n2t         | 1881–1883     | kkStB 93 sorozat.11–12" | ← Kremsierer Eisenbahn               |
| 904",920      | C n2t         | 1895          | kkStB 162 sorozat.41–42 | ← Lokalbahn Stramberg–Wernsdorf      |
| 907–908       | C2 n2t        | 1888          | kkStB 191 sorozat       | ← Lokalbahn Bielitz–Kalwarya         |
| 909–911       | C n2vt        | 1897          | kkStB 564 sorozat       | ← Lokalbahn Saitz–Czeicz–Göding      |
| 912–913       | C n2t         | 1900          | kkStB 197 sorozat       |                                      |
| 914–915       | B n2t         | 1894          | –                       | ← Auspitzer Lokalbahn                |
| 916–919       | C n2t         | 1899–1901     | kkStB 197 sorozat       |                                      |
| 921–957       | C n2t         | 1888–1905     | kkStB 197 sorozat       |                                      |

A IX sorozat a k.k. priv. Kaiser Ferdinands-Nordbahn (KFNB) szertartályos mozdonyai voltak különböző tengelyelrendezéssel. Ezekről a táblázat ad áttekintést.

## Története
A 901 számú egy Elbel építési forma szerinti poggyászteres mozdony volt, Floridsdorf-ban épült és eredetileg „FÜRSTENBERG“ nevezték. 1912-ben selejtezték.
A 902 a Bécsújhelyi Mozdonygyár-ban készült, eredetileg „KROMERIZ“ volt a neve. Először a ČSD-hoz került 1918 után, ahol selejtezték.
A 903 floridsdorfi gyártású volt, eredeti neve „FREIBERG“ volt, és már 1908-ban törölték az állományból.
A 904–906 számúak szintén Floridsdorf készültek, az ÖLEG F sorozatba tartoztak és eredetileg ZBOROWITZ, HOLEŠOV BISTRITZ a. H. volt a nevük.
A 904-et 1895ban selejtezték, a 905 300.101-ként a ČSD-hoz került, ahol 1926-ban selejtezték. Végül a 906 a PKP-é lett, ahol 1925 törölték az állományból.
A második számozási rendszer szerinti 904-et és 920-at a Krauss Linzben készítette.
Eredeti nevük „WILHELM“ és „CARL“ volt, a ČSD-hez kerültek, és ott a 313.430–431 pályaszámokat kapták. Később a Deutschen Reichsbahnhoz, amely 1939 selejtezte.
| KFNB IX 903         | KFNB IX 903         |                     |                     |                     |
| kein Bild vorhanden | kein Bild vorhanden | kein Bild vorhanden | kein Bild vorhanden | kein Bild vorhanden |
| Technikai adatok    | Technikai adatok    |                     |                     |                     |
| ------------------- | ------------------- | ------------------- | ------------------- | ------------------- |
| Jelleg              | Bn2t                |                     |                     |                     |
| Hengerátmérő        | 265 mm              |                     |                     |                     |
| Dugattyúlöket       | 400 mm              |                     |                     |                     |
| Kerékátmérő         | 798 mm              |                     |                     |                     |
| Tengelytávolság     | 1800 mm             |                     |                     |                     |
| Csőfűtőfelület      | 32,5 m²             |                     |                     |                     |
| Sugárzó fűtőfelület | 3,5 m²              |                     |                     |                     |
| Rostélyfelület      | 0,90 m²             |                     |                     |                     |
| Gőznyomás           | 12 att              |                     |                     |                     |
| Üres tömeg          | 12 t                |                     |                     |                     |
| Szolgálati tömeg    | 16 t                |                     |                     |                     |
| Hossz               | 6,535 m             |                     |                     |                     |
| Magasság            | 3,990 m             |                     |                     |                     |
| Vízkészlet          | 2,4 m³              |                     |                     |                     |
| Tüzelőanyag készlet | 1,0 m³ (szén)       |                     |                     |                     |
| KFNB IX 914–915     |                     |                     |                     |                     |
| kein Bild vorhanden |                     |                     |                     |                     |
| Technikai adatok    |                     |                     |                     |                     |
| Jelleg              | Bn2t                |                     |                     |                     |
| Hengerátmérő        | 260 mm              |                     |                     |                     |
| Dugattyúlöket       | 400 mm              |                     |                     |                     |
| Kerékátmérő         | 800 mm              |                     |                     |                     |
| Tengelytávolság     | 1800 mm             |                     |                     |                     |
| Csőfűtőfelület      | 32,5 m²             |                     |                     |                     |
| Sugárzó fűtőfelület | 2,5 m²              |                     |                     |                     |
| Rostélyfelület      | 0,53 m²             |                     |                     |                     |
| Gőznyomás           | 12 att              |                     |                     |                     |
| Üres tömeg          | 12,5 t              |                     |                     |                     |
| Szolgálati tömeg    | 16,5 t              |                     |                     |                     |
| Hossz               | 5,947 m             |                     |                     |                     |
| Magasság            | 3,745 m             |                     |                     |                     |
| Vízkészlet          | 2,5 m³              |                     |                     |                     |
| Tüzelőanyag készlet | 1,0 m³              |                     |                     |                     |

A 907–908 számú mozdonyok Bécsújhelyen készültek, eredeti nevük „ALEXANDERFELD“ és „ALTSTADT“, a ČSD-hoz 300.001–002 pályaszámmal kerültek az I. világháború után, ahol 1926-tól 1929-ig selejtezték őket.
A 909–911-et a Krauss Linz-ben építette „PAWLOWITZ“, „CZEICZ“, „MUTENITZ“ neveken, szintén Csehszlovákiába kerültek 313.501–503 pályaszámokkal és 1936-ig selejtezték őket.
A 914 és 915 számúak is a Krauss linzi gyárában készültek az Auspitzer Lokalbahnnak „AUSPITZ“ és „THERESE“ neveken.
A KFNB ott csak rövid ideig végezte az üzemeltetést, majd 1909-ben mindkét mozdonyt saját állományba vette.
Az Auspitzer Lokalbahn vásárolt még egy harmadik ‒ a Déli Vasút SB 3a sorozatához hasonló ‒ mozdonyt, a („THERESE II“)-t.
A mozdony nem került a kkStB-hez, hanem az ex 914 és a „THERESE II“ közvetlenül a Csehszlovák Államvasutaké (ČSD) lett, ahol 200.002–003 pályaszámot kaptak.
Az első üzemi mozdony lett a Berndorfer Metallwarenfabrik, a megmaradt még 98 8001 pályaszámot kapott a DR-nál, onnan a BBÖ-höz került, majd 1948 novemberében újra Csehszlovákiához, ahol selejtezték.
A 916–957 a Bécsújhelyi Mozdonygyártól képezték a KFNB IX sorozat alapját.
A 921–937 számú mozdonyok nevei rendre: „ANDRYCHAU“, „BABITZ“, „BARWALD“, „BATZDORF“, „BIERAU“, „BILAN“, „DOLLOPLASS“, „KURZWALD“, „SPILLERN“, „STAATZ“, „STORNAU“, „STEINABRUNN“, „STETTEN“, „STOCKSTALL“, „STOPFENREITH“, „STREBETITZ“ és „STRIPFING“ voltak.
A mozdonyok többsége a ČSDhoz került és ott mint 310.1 sorozat kerültek állományba.
A DR a mozdonyoknak 98 7711–31 pályaszámot adott.
A sorozat megmaradt mozdonyait 1944-ben a Böhler-Kapfenberg megvásárolta üzemi mozdonynak.
Nincsenek pontos adatok a kkStB-hez jött mozdonyokról azokat a kkStB megfelelő sorozatainak leírásánál találja.

## Fordítás
Ez a szócikk részben vagy egészben  a   KFNB IX című német Wikipédia-szócikk fordításán alapul.  Az eredeti cikk szerkesztőit annak laptörténete sorolja fel. Ez a jelzés csupán a megfogalmazás eredetét és a szerzői jogokat jelzi, nem szolgál a cikkben szereplő információk forrásmegjelöléseként.